# Neuhütte im Joachimstal

Neuhütte im Joachimstal 1910

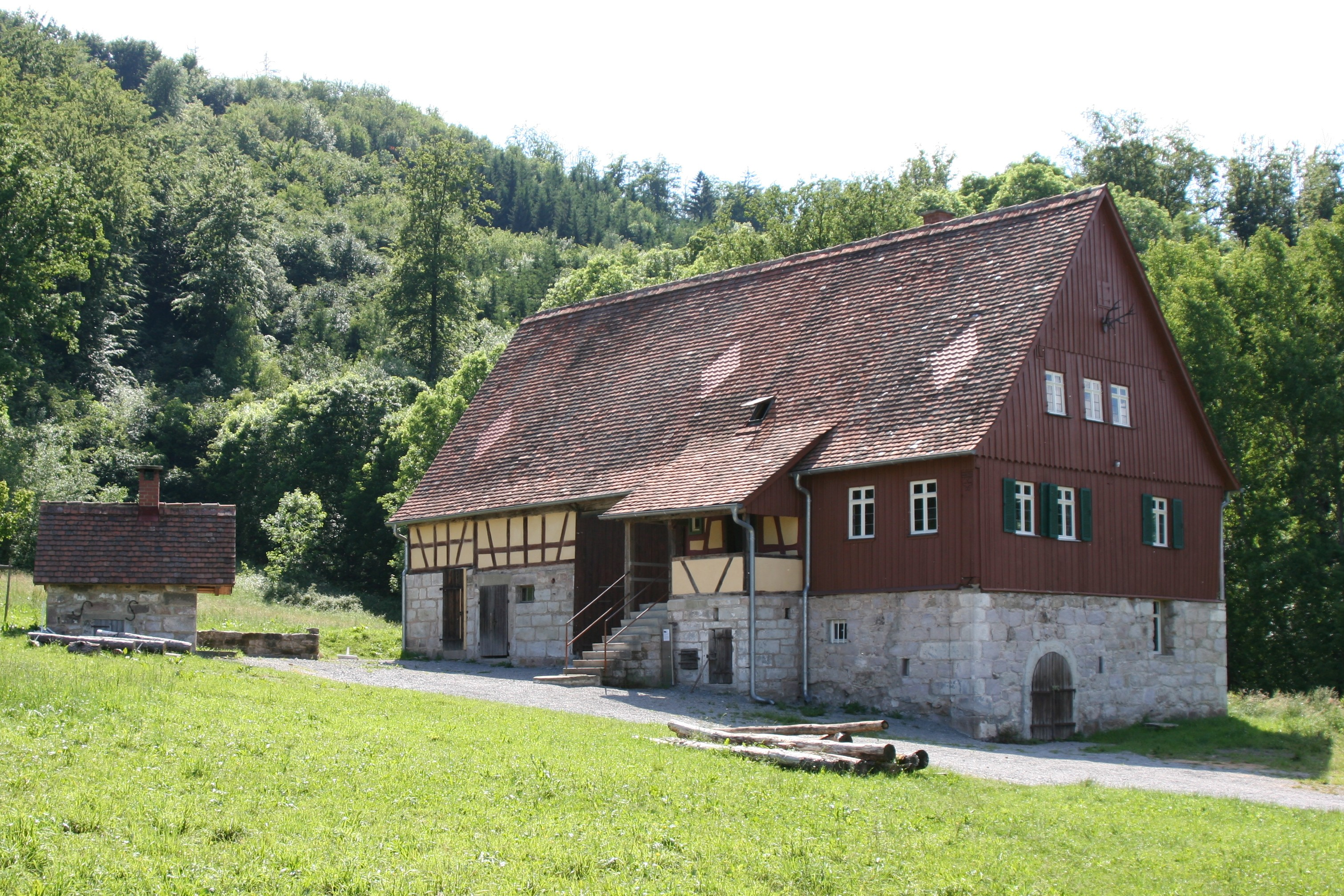
Das Forsthaus am heutigen Standort in Wackershofen

Neuhütte im Joachimstal ist eine Wüstung in den Löwensteiner Bergen im Gebiet der Gemeinde Wüstenrot. Der Wohnplatz lag von 1720 bis 1999 unweit der Landesstraße 1066 im Südosten des Landkreises Heilbronn.

## Geschichte
Neuhütte im Joachimstal wurde im Jahr 1720 als Glashütte im oberen Tal der „Spiegelberger“ Lauter gegründet. Die Siedlung wurde nach dem Spiegelberger Kammerrat Joachim Schmid auch Joachimstaler Hütte genannt und war eine Filiale der Spiegelberger Glasmanufaktur. 1736 wurde die Glashütte wieder aufgegeben, nachdem die Spiegelberger Glasmanufaktur in Konkurs gegangen war.
In den verlassenen Gebäuden siedelten sich anschließend zahlreiche Vagabunden und Räuber an, die mit Gewalt entfernt werden mussten (siehe Höhe der Einwohnerzahl im Jahr 1746).
1778 wurde an der Stelle der Glashütte vom Fuhrknecht Johannes Huber ein allein stehendes, bäuerliches Anwesen erbaut.
Die staatliche Forstverwaltung Württembergs wandelte das Bauernhaus 1879 in ein amtliches Forstgebäude um. Es nahm die Wohnung des Försters, seinen Büroraum, eine kleine Landwirtschaft und Lagerräume für die Dinge des täglichen forstlichen Bedarfs auf.
Nachdem die Forstverwaltung das Forsthaus 1974 aufgegeben hatte und das Gebäude anschließend nicht mehr bewohnt wurde, translozierte man es 1999 nach Wackershofen in das dortige Freilandmuseum. Der Standort des Gebäudes ist jetzt 49° 7′ 53,6″ N, 9° 41′ 28,8″ O.

### Einwohnerentwicklung
| Jahr | Einwohner |
| ---- | --------- |
| 1720 | ca. 20    |
| 1746 | 58        |
| 1861 | 6         |
| 1873 | 5         |
| 1900 | 5         |
| 1925 | 4         |
| 1974 | 2         |

Quellen: siehe Literatur